# Амир Хан
 Тази статия е за английския боксьор.  За индийския актьор вижте Аамир Хан.  
Вижте пояснителната страница за други личности с името Амир.
Амир Хан (на английски: Amir Khan) е британски боксьор – аматьор и професионалист, от пакистански етнически произход.
Роден е в Болтън, Англия, Великобритания на 8 декември 1986 г.

## Успехи
- 2004 г. – световен юношески шампион
- 2004 г. – носител на купа „Странджа“